# Sparda-Kunstpreis NRW
Von 2005 bis 2014 wurde der Sparda-Kunstpreis NRW in der Regel ein Mal jährlich als Kunstwettbewerb ausgelobt und vom jeweiligen Preisträger soweit realisiert. Dieser Wettbewerb für Kunst im öffentlichen Raum wurde von der Stiftung Kunst, Kultur und Soziales der Sparda-Bank West gestiftet.
Im Wirkungsbereich der Stiftung, der angeblich fast ganz Nordrhein-Westfalen umfasse wurde der Preis jährlich ausgeschrieben. Preisgekrönte Kunstwerke sollten jeweils wenn sie denn realisiert wurden als Geschenk an die Kommunen gehen, in deren Gebiet der Wettbewerb durchgeführt wurde. Die Kunstwerke waren für Düsseldorf, Dortmund, Wuppertal, Grevenbroich, Essen, Hagen, Paderborn, Köln, Aachen und Recklinghausen. Der Preis war üblicherweise mit 100.000 € dotiert.
Nach der zehnten Verleihung wurde der Wettbewerb ausgesetzt.

## Preisträger
- 2005: Bogomir Ecker: Nur oben (Düsseldorf)
- 2006: Stefan Sous: Chip (Dortmund)
- 2007: Guillaume Bijl: Ein neuer erfolgreicher Tag (Wuppertal)
- 2008: Thomas Stricker: Permanent lightning (Grevenbroich)
- 2009: Michael Sailstorfer: Sonnenseite (Essen)
- 2010: Raimund Kummer: Rondell (Hagen)
- 2011: Christian Hasucha: Später sein wird (Paderborn)
- 2012: Rita McBride: Obelisk of Tutankhamun (Köln)
- 2013: Hans-Peter Feldmann: Zwei Hunde (Aachen)
- 2014: Leiko Ikemura: Hasentempel (Recklinghausen)